# Décima Sexta Emenda à Constituição dos Estados Unidos
A Décima Sexta Emenda (Amendment XVI) à Constituição dos Estados Unidos permite que o Congresso cobre um imposto de renda sem reparti-lo entre os estados com base na população. Ela foi aprovada pelo Congresso em 1909 em decorrência do caso Pollock v. Farmers' Loan & Trust Co. (1895). A Décima Sexta Emenda foi ratificada pelo número necessário de estados em 3 de fevereiro de 1913 e efetivamente anulou a decisão da Suprema Corte no caso Pollock.
Antes do século XX, a maior parte da receita federal era proveniente de tarifas, e não de impostos, embora o Congresso tenha frequentemente estabelecido impostos especiais de consumo sobre vários produtos. A Lei da Receita de 1861 introduziu o primeiro imposto de renda federal, mas foi revogada em 1872. No final do século XIX, vários grupos, inclusive o  Partido Popular, favoreceram o estabelecimento de um  imposto de renda progressivo em nível federal. Eles acreditavam que as tarifas tributavam injustamente os pobres e eram favoráveis ao uso do imposto de renda para transferir a carga tributária para as pessoas mais ricas. A Lei de Tarifas Wilson-Gorman de 1894 continha uma cláusula de imposto de renda, mas o imposto foi derrubado pela Suprema Corte no caso Pollock v. Farmers' Loan & Trust Co. Em sua decisão, a Suprema Corte não considerou que todos os impostos federais sobre a renda eram inconstitucionais, mas sim que os impostos de renda sobre aluguéis, dividendos e juros eram impostos diretos e, portanto, deveriam ser distribuídos entre os estados com base na população.
Depois do caso Pollock, o Congresso não tentou implementar outro imposto de renda, em grande parte devido à preocupação de que a Suprema Corte derrubaria qualquer tentativa de cobrar um imposto de renda. Em 1909, durante o debate sobre a Lei Tarifária Payne-Aldrich, o Congresso propôs a Décima Sexta Emenda aos estados. Embora os líderes conservadores republicanos esperassem inicialmente que a emenda não fosse ratificada, uma união de democratas, republicanos progressistas e outros grupos garantiu que o número necessário de estados ratificasse a emenda. Logo após a aprovação, o Congresso impôs um imposto de renda federal com a Lei da Receita de 1913. A Suprema Corte confirmou esse imposto de renda no caso Brushaber v. Union Pacific Railroad Co. de 1916, e o governo federal continuou a cobrar um imposto de renda desde 1913.

## Texto
O Congresso terá o poder de estabelecer e cobrar impostos sobre a renda, de qualquer origem, sem rateio entre os diversos Estados e sem levar em conta qualquer censo ou enumeração.

## Outras disposições constitucionais relativas a impostos
Artigo I, Seção 2, Cláusula 3:
Os representantes e os impostos diretos devem ser distribuídos entre os diversos Estados que podem ser incluídos nesta União, de acordo com seus respectivos números [...].
Artigo I, Seção 8, Cláusula 1:
O Congresso terá o poder de estabelecer e cobrar impostos, taxas, tributos e impostos especiais de consumo para pagar as dívidas e prover a defesa comum e o bem-estar geral dos Estados Unidos; mas todas as taxas, tributos e impostos especiais de consumo deverão ser uniformes em todos os Estados Unidos.
Artigo I, Seção 9, Cláusula 4:
Nenhum imposto de capitação ou outro imposto direto será cobrado, a não ser que seja proporcional ao censo ou à enumeração que se determinou anteriormente.
Essa cláusula refere-se a um imposto sobre a propriedade, como um imposto baseado no valor da terra, bem como a uma capitação.

Artigo I, Seção 9, Cláusula 5:
Nenhum imposto ou taxa será cobrado sobre artigos exportados de qualquer Estado.

## Impostos sobre a renda antes do casoPollock
Até 1913, as taxas alfandegárias e os impostos sobre consumo eram as principais fontes de receita federal. Durante a Guerra de 1812, o Secretário do Tesouro Alexander J. Dallas fez a primeira proposta pública para um imposto de renda, mas ela não foi implementada. O Congresso introduziu um imposto de renda para financiar a Guerra Civil por meio do Lei da Receita de 1861, que cobrava um imposto fixo de três por cento sobre a renda anual acima de US$ 800. Essa lei foi substituída no ano seguinte pela Lei da Receita de 1862, que cobrava um imposto escalonado de três a cinco por cento sobre a renda acima de US$ 600 e especificava o fim do imposto de renda em 1866. Os impostos sobre a renda da Guerra Civil, que expiraram em 1872, provaram ser altamente lucrativos e atraíram principalmente os estados mais industrializados, com Nova York, Pensilvânia e Massachusetts gerando cerca de 60% da receita total arrecadada. Durante as duas décadas que se seguiram à expiração do imposto de renda da Guerra Civil, o movimento Greenback, o Partido da Reforma Trabalhista, o Partido Popular, o Partido Democrata e muitos outros reivindicaram um imposto de renda escalonado.
O Partido Trabalhista Socialista defendeu um imposto de renda escalonado em 1887. O Partido Popular “exigiu um imposto de renda escalonado” em sua plataforma de 1892. O Partido Democrata, liderado por William Jennings Bryan, defendeu a lei do imposto de renda aprovada em 1894 e propôs um imposto de renda em sua plataforma de 1908. Os defensores do imposto de renda geralmente acreditavam que as altas taxas tarifárias exacerbavam a desigualdade de renda e queriam usar o imposto de renda para transferir o ônus do financiamento do governo dos consumidores da classe trabalhadora para os empresários com altos salários.
Antes do caso Pollock v. Farmers' Loan & Trust Co., todos os impostos sobre a renda eram considerados impostos indiretos, sem relação com a geografia, ao contrário dos impostos diretos, que precisam ser distribuídos entre os estados de acordo com a população.

## CasoPollock
Em 1894, uma emenda foi anexada à Lei de Tarifas Wilson-Gorman que tentava impor um imposto federal de 2% sobre a renda acima de US$ 4.000 (equivalente a US$ 141.000 em 2023). O imposto de renda federal foi fortemente favorecido no Sul e moderadamente apoiado nos estados do centro-norte oriental, mas sofreu forte oposição no extremo oeste e nos estados do nordeste (com exceção de Nova Jersey).
Em Pollock v. Farmers' Loan & Trust Co., a Suprema Corte dos Estados Unidos declarou que certos impostos sobre a renda, como os impostos sobre a propriedade de acordo com a Lei de 1894, eram inconstitucionalmente não rateados. A Suprema Corte argumentou que um imposto sobre a renda da propriedade deveria ser tratado como um imposto sobre “a propriedade em razão de sua titularidade” e, portanto, deveria ser exigido o rateio. O raciocínio era que os impostos sobre os aluguéis de terras, os dividendos de ações e assim por diante, oneravam a propriedade que gerava a renda da mesma forma que um imposto sobre “propriedade em razão de sua titularidade” onerava essa propriedade.
Depois de Pollock, enquanto os impostos de renda sobre salários (como impostos indiretos) ainda não precisavam ser divididos por população, os impostos sobre juros, dividendos e renda de aluguel precisavam ser divididos por população. A decisão de Pollock fez com que a fonte de renda fosse relevante para determinar se o imposto sobre essa renda era considerado “direto” (e, portanto, deveria ser distribuído entre os estados de acordo com a população) ou, alternativamente, “indireto” (e, portanto, deveria ser imposto apenas com uniformidade geográfica).

No caso Pollock, o juiz John Marshall Harlan declarou:
Quando, portanto, esta corte julga, como agora julga, que o Congresso não pode impor uma taxa ou imposto sobre propriedade pessoal, ou sobre a renda proveniente de aluguéis de imóveis ou de propriedade pessoal, incluindo propriedade pessoal investida, títulos, ações e investimentos de todos os tipos, exceto pela distribuição da soma a ser arrecadada entre os Estados de acordo com a população, ele praticamente decide que, sem uma emenda à Constituição - dois terços de ambas as Casas do Congresso e três quartos dos Estados concordando - tais propriedades e rendas nunca poderão contribuir para o sustento do governo nacional.
Os membros do Congresso reagiram a Pollock expressando uma preocupação generalizada de que muitos dos americanos mais ricos haviam consolidado muito poder econômico. No entanto, nos anos seguintes a Pollock, o Congresso não implementou outro imposto de renda federal, em parte porque muitos congressistas temiam que qualquer imposto fosse derrubado pela Suprema Corte. Poucos consideraram a possibilidade de tentar impor um imposto de renda rateado, uma vez que tal imposto era amplamente considerado impraticável.

## Aprovação
Em 16 de junho de 1909, o presidente William Howard Taft, em um discurso ao 61º Congresso, propôs um imposto de renda federal de 2% sobre as empresas por meio de um imposto de consumo e uma emenda constitucional para permitir o imposto de renda previamente promulgado.
Sobre o privilégio de fazer negócios como uma entidade artificial e da liberdade de uma responsabilidade geral de parceria desfrutada por aqueles que possuem as ações.
Uma emenda à Constituição sobre o imposto de renda foi proposta pela primeira vez pelo senador Norris Brown, de Nebraska. Ele apresentou duas propostas, as Resoluções 25 e 39 do Senado. A proposta de emenda aceita foi a Resolução Conjunta do Senado nº 40, apresentada pelo senador Nelson W. Aldrich, de Rhode Island, líder da maioria no Senado e presidente da Comissão de Finanças do Senado. Ela foi proposta como parte do debate no Congresso sobre a Lei de Tarifas Payne-Aldrich de 1909; ao apresentar a emenda, Aldrich esperava neutralizar temporariamente os pedidos progressistas de imposição de novos impostos na lei de tarifas. Aldrich e outros líderes conservadores do Congresso se opuseram amplamente à ratificação real da emenda, mas acreditavam que ela tinha pouca chance de ser ratificada, pois precisava da aprovação de três quartos das legislaturas estaduais.
Em 2 de julho de 1909, a resolução que propunha a Décima Sexta Emenda foi aprovada pelo Congresso e submetida aos legislativos estaduais. O apoio ao imposto de renda era mais forte nos estados do oeste e do sul, enquanto a oposição era mais forte nos estados do nordeste. Os defensores do imposto de renda acreditavam que ele seria um método mais eficaz de obter receita do que as tarifas, que eram a principal fonte de receita na época. Desde antes de 1894, democratas, progressistas, populistas e outros partidos de esquerda argumentavam que as tarifas afetavam desproporcionalmente os pobres, interferiam nos preços, eram imprevisíveis e constituíam uma fonte de receita intrinsecamente limitada.
O sul e o oeste tendiam a apoiar o imposto de renda porque seus residentes eram, em geral, menos prósperos, mais agrícolas e mais sensíveis às flutuações nos preços das commodities. Um aumento acentuado no custo de vida entre 1897 e 1913 aumentou o apoio à ideia do imposto de renda. Um número crescente de republicanos também começou a apoiar a ideia, principalmente Theodore Roosevelt e os republicanos “insurgentes” (que viriam a formar o Partido Progressista). Eles eram motivados principalmente pelo medo das forças militares cada vez maiores e mais sofisticadas do Japão, da Grã-Bretanha e das potências europeias, de suas próprias ambições imperiais e da necessidade percebida de defender os navios mercantes americanos. Além disso, eles estavam convencidos de que os governos centrais poderiam desempenhar um papel positivo nas economias nacionais e argumentavam que um governo maior e um exército maior exigiam uma fonte de receita correspondentemente maior e mais estável para sustentá-los.
A oposição à Décima Sexta Emenda foi liderada pelos republicanos por causa das suas relações com os industriais ricos, embora nem mesmo eles se opusessem uniformemente à ideia geral de um imposto de renda permanente. Em 1910, o governador de Nova York, Charles Evans Hughes, pouco antes de se tornar juiz da Suprema Corte, manifestou-se contra a emenda do imposto de renda. Hughes apoiava a ideia de um imposto de renda federal, mas acreditava que as palavras “de qualquer fonte derivada” na emenda proposta implicavam que o governo federal teria o poder de tributar títulos estaduais e municipais. Ele acreditava que isso centralizaria excessivamente o poder governamental e “tornaria impossível para o Estado manter qualquer propriedade”.
Entre 1909 e 1913, várias condições favoreceram a aprovação da Décima Sexta Emenda. A inflação alta e muitos culpavam as tarifas federais pelo aumento dos preços. O Partido Republicano estava dividido e enfraquecido com a perda de Roosevelt e dos Insurgentes que se juntaram ao Partido Progressista, um problema que enfraqueceu a oposição até mesmo no nordeste. Em 1912, os democratas conquistaram a presidência e o controle das duas casas do Congresso. De modo geral, o país estava em um clima de esquerda, com um membro do Partido Socialista conquistando uma cadeira na Câmara dos EUA em 1910 e o candidato presidencial do partido obtendo 6% do voto popular em 1912.
Três defensores de um imposto de renda federal concorreram na eleição presidencial de 1912. Em 25 de fevereiro de 1913, o Secretário de Estado Philander Knox proclamou que a emenda havia sido ratificada por três quartos dos estados e, portanto, tornara-se parte da Constituição. A Lei da Receita de 1913, que reduziu bastante as tarifas e implementou um imposto de renda federal, foi promulgada logo após a ratificação da Décima Sexta Emenda.

### Ratificação
De acordo com o Gabinete de Publicações, os seguintes estados ratificaram a emenda:
- Alabama: 10 de agosto de 1909;
- Kentucky: 8 de fevereiro de 1910;
- Carolina do Sul: 19 de fevereiro de 1910;
- Illinois: 1º de março de 1910;
- Mississippi: 7 de março de 1910;
- Oklahoma: 10 de março de 1910;
- Maryland: 8 de abril de 1910;
- Geórgia: 3 de agosto de 1910;
- Texas: 16 de agosto de 1910;
- Ohio: 19 de janeiro de 1911;
- Idaho: 20 de janeiro de 1911;
- Oregon: 23 de janeiro de 1911;
- Washington: 26 de janeiro de 1911;
- Montana: 27 de janeiro de 1911;
- Indiana: 30 de janeiro de 1911;
- Califórnia: 31 de janeiro de 1911;
- Nevada: 31 de janeiro de 1911
- Dakota do Sul: 1º de fevereiro de 1911
- Nebraska: 9 de fevereiro de 1911
- Carolina do Norte: 11 de fevereiro de 1911
- Colorado: 15 de fevereiro de 1911
- Dakota do Norte: 17 de fevereiro de 1911
- Michigan: 23 de fevereiro de 1911
- Iowa: 24 de fevereiro de 1911
- Kansas: 2 de março de 1911
- Missouri: 16 de março de 1911
- Maine: 31 de março de 1911
- Tennessee: 7 de abril de 1911
- Arkansas: 22 de abril de 1911, depois de ter rejeitado a emenda;
- Wisconsin: 16 de maio de 1911
- Nova York: 12 de julho de 1911
- Arizona: 3 de abril de 1912
- Minnesota: 11 de junho de 1912
- Louisiana: 28 de junho de 1912
- Virgínia Ocidental: 31 de janeiro de 1913
- Delaware: 3 de fevereiro de 1913

A ratificação pelos 36 estados necessários foi concluída em 3 de fevereiro de 1913 com a aprovação de Delaware. Posteriormente, a emenda foi ratificada pelos seguintes estados, elevando o número total de estados ratificadores para quarenta e dois dos quarenta e oito então existentes:
- Novo México: (3 de fevereiro de 1913);
- Wyoming: (3 de fevereiro de 1913);
- Nova Jersey: (4 de fevereiro de 1913);
- Vermont: (19 de fevereiro de 1913);
- Massachusetts: (4 de março de 1913);
- New Hampshire: (7 de março de 1913), depois de rejeitar a emenda em 2 de março de 1911;

As legislaturas dos seguintes estados rejeitaram a emenda sem jamais ratificá-la posteriormente:
- Connecticut;
- Rhode Island;
- Utah;
- Virgínia;

As legislaturas dos seguintes estados nunca consideraram a emenda proposta:
- Flórida;
- Pennsylvania.

## CasoPollockanulado
A Décima Sexta Emenda removeu o precedente estabelecido pela decisão de Pollock.

O professor Sheldon D. Pollack, da Universidade de Delaware, escreveu:
Em 25 de fevereiro de 1913, nos últimos dias do governo Taft, o Secretário de Estado Philander C. Knox, ex-senador republicano da Pensilvânia e procurador-geral de McKinley e Roosevelt, certificou que a emenda havia sido devidamente ratificada pelo número necessário de legislaturas estaduais. Logo depois, mais três estados ratificaram a emenda e, por fim, o total chegou a 42. Os seis estados restantes rejeitaram a emenda ou não tomaram nenhuma medida. Apesar das muitas alegações apresentadas pelos chamados manifestantes fiscais, a Décima Sexta Emenda à Constituição foi devidamente ratificada em 3 de fevereiro de 1913. Com isso, a decisão no caso Pollock foi anulada, restaurando o “status quo ante”. O Congresso voltou a ter o “poder de estabelecer e cobrar impostos sobre a renda, de qualquer fonte, sem rateio entre os diversos Estados e sem levar em conta qualquer censo ou enumeração”.
Segundo William D. Andrews, Professor da Faculdade de Direito de Harvard:
Em 1913, a Décima Sexta Emenda à Constituição foi adotada, anulando o caso Pollock, e o Congresso passou a cobrar um imposto de renda sobre as rendas de pessoas físicas e jurídicas.
O professor Boris Bittker, que foi professor de direito tributário na Faculdade de Direito de Yale, escreveu:
Conforme interpretado pela Suprema Corte no caso Brushaber, o poder do Congresso de tributar a renda deriva do Artigo I, Seção 8, Cláusula 1, da Constituição original, e não da Décima Sexta Emenda; esta última simplesmente “eliminou” a exigência de que um “imposto de renda, na medida em que seja um imposto direto”, deve ser distribuído entre os estados. Um corolário dessa conclusão é que qualquer imposto direto que não seja imposto sobre a “renda” continua sujeito à regra de rateio. Como a Décima Sexta Emenda não pretende definir o termo “imposto direto”, o escopo dessa frase constitucional permanece tão discutível quanto era antes de 1913; mas o significado prático da questão foi bastante reduzido quando os “impostos sobre a renda, mesmo que diretos”, foram dispensados da exigência de rateio.
O professor Erik Jensen, da Faculdade de Direito da Universidade Case Western Reserve, escreveu:
[A Décima Sexta Emenda] foi uma resposta aos Casos de Imposto de Renda (Pollock v. Farmers' Loan & Trust Co.) e isenta apenas os “impostos sobre a renda” da regra de rateio que, de outra forma, se aplica aos impostos diretos.
O professor Calvin H. Johnson, professor de impostos da Faculdade de Direito da Universidade do Texas, escreveu:
A Décima Sexta Emenda à Constituição, ratificada em 1913, foi redigida para permitir que o Congresso tributasse a renda sem a exigência de rateio [..]. O próprio caso Pollock foi anulado pela Décima Sexta Emenda no que se refere à distribuição de renda [...].
Segundo Gale Ann Norton:
Os tribunais basicamente abandonaram a interpretação permissiva criada em Pollock. Casos posteriores consideraram a Décima Sexta Emenda como uma rejeição da definição de Pollock de “imposto direto”. A exigência de rateio novamente se aplica apenas a impostos sobre imóveis e capitação. Mesmo que a Décima Sexta Emenda não seja vista como uma restrição à definição de impostos diretos, ela pelo menos introduz uma consideração adicional à análise sob a Cláusula de Rateio. Para que a Suprema Corte declare um imposto não rateado, os autores devem estabelecer não apenas que um imposto é um imposto direto, mas também que ele não faz parte do subconjunto de impostos diretos conhecido como imposto de renda.
Segundo Alan O. Dixler:
Em Brushaber, a Suprema Corte validou o primeiro imposto de renda após a 16ª Emenda. O presidente da Suprema Corte, White, que como juiz associado havia dissentido de forma articulada em Pollock, escreveu para uma Suprema Corte unânime. Mantendo as disposições do imposto de renda da lei tarifária de 3 de outubro de 1913, o juiz White observou que a 16ª Emenda não deu ao Congresso nenhum novo poder para estabelecer e cobrar um imposto de renda; ao contrário, a 16ª Emenda permitiu que o Congresso o fizesse sem rateio [...].
O Congresso pode impor impostos sobre a renda de qualquer fonte sem ter que distribuir o valor total em dólares do imposto cobrado de cada estado de acordo com a população de cada estado em relação à população nacional total. No caso Wikoff v. Commissioner, o Tribunal Tributário dos Estados Unidos afirmou:
[É] irrelevante, com relação aos impostos federais sobre a renda, se o imposto é direto ou indireto. O Sr. Wikoff [o contribuinte] baseou-se na decisão da Suprema Corte em Pollock v. Farmers' Loan & Trust Co. [...] mas o efeito dessa decisão foi anulado pela promulgação da 16ª Emenda.
No caso Abrams v. Commissioner, a Corte Tributária afirmou:
Desde a ratificação da Décima Sexta Emenda, é irrelevante, com relação aos impostos sobre a renda, se o imposto é direto ou indireto. Todo o propósito da Décima Sexta Emenda era liberar todos os impostos sobre a renda, quando impostos, de [exigência de] rateio e de [exigência de] consideração da fonte de onde a renda foi obtida.

### Necessidade da emenda
No final do século XIX e início do século XX, muitos observadores jurídicos acreditavam que a Suprema Corte havia errado ao designar alguns impostos de renda como impostos diretos. A Suprema Corte já havia rejeitado o argumento de que os impostos de renda constituíam impostos diretos no caso Springer v. United States (1881). Alguns juristas continuam a questionar se a Suprema Corte decidiu corretamente em Pollock, mas outros afirmam que o significado original de impostos diretos de fato incluía os impostos de renda.

## Jurisprudência
As interpretações dos tribunais federais sobre a Décima Sexta Emenda mudaram consideravelmente ao longo do tempo e houve muitas disputas sobre a aplicabilidade da emenda.

### CasoBrushaber
Em Brushaber v. Union Pacific Railroad Co. (1916), a Suprema Corte decidiu que a Décima Sexta Emenda remove a exigência presente no caso Pollock de que determinados impostos sobre a renda (como impostos sobre a renda “derivada de propriedade real”) sejam distribuídos entre os estados de acordo com a população; que a lei do imposto de renda federal não viola a proibição da Quinta Emenda contra a tomada de propriedade pelo governo sem o devido processo legal; e que a lei do imposto de renda federal não viola a exigência do Artigo I, Seção 8, Cláusula 1, de que os impostos, também conhecidos como impostos indiretos, sejam impostos com uniformidade geográfica.

### CasoKerbaugh-Empire Co.
Em Bowers v. Kerbaugh-Empire Co. (1926), a Suprema Corte, por meio do juiz Pierce Butler, declarou:

O objetivo ou o efeito dessa emenda não era trazer qualquer novo assunto para o âmbito do poder tributário. O Congresso já tinha o poder de tributar todas as rendas. Mas os impostos sobre a renda de algumas fontes foram considerados "impostos diretos" no sentido da exigência constitucional de rateio. A Emenda aliviou essa exigência e eliminou a distinção, nesse aspecto, entre os impostos sobre a renda que são impostos diretos e os que não são, e assim colocou na mesma base todas as rendas "de qualquer fonte derivada". O termo "renda" foi considerado como significando a mesma coisa, conforme usado no Imposto de Consumo Corporativo de 1909, na Décima Sexta Emenda e nas várias leis de receita aprovadas posteriormente. Após uma análise completa, este tribunal declarou que a renda pode ser definida como ganho derivado do capital, do trabalho ou de ambos combinados, incluindo o lucro obtido por meio da venda ou conversão do capital.

### CasoGlenshaw Glass
Em Commissioner v. Glenshaw Glass Co. (1955), a Suprema Corte estabeleceu o que se tornou o entendimento moderno do que constitui "renda bruta" à qual se aplica a Décima Sexta Emenda, declarando que o imposto de renda poderia ser cobrado sobre "acréscimos de riqueza, claramente realizados e sobre os quais os contribuintes têm total domínio". De acordo com essa definição, qualquer aumento de riqueza, seja por meio de salários, benefícios, bônus, venda de ações ou outras propriedades com lucro, apostas ganhas, achados de sorte, prêmios de danos punitivos em um processo judicial, ações qui tam, estão dentro da definição de renda, a menos que o Congresso faça uma isenção específica, como fez para itens como os rendimentos de seguro de vida recebidos em razão da morte do segurado, presentes, legados, doações e heranças, e certas bolsas de estudo.

### Tributação de renda de salários
Os tribunais federais decidiram que a Décima Sexta Emenda permite um imposto direto sobre "salários, vencimentos e comissões, sem rateio".

### CasoPenn Mutual
Embora a Décima Sexta Emenda seja frequentemente citada como a "fonte" do poder do Congresso de tributar a renda, pelo menos um tribunal reiterou o argumento apresentado em Brushaber e em outros casos de que a Décima Sexta Emenda em si não concedeu ao Congresso o poder de tributar a renda, um poder que o Congresso tinha desde 1789, mas apenas removeu a possível exigência de que qualquer imposto de renda fosse distribuído entre os estados de acordo com suas respectivas populações. No caso Penn Mutual Indemnity, o Tribunal Tributário dos Estados Unidos declarou:
Ao lidar com o escopo do poder de tributação, a questão tem sido, às vezes, enquadrada em termos de se algo pode ser tributado como renda de acordo com a Décima Sexta Emenda. Essa é uma formulação imprecisa (...) e tem levado a muitas ideias vagas sobre o assunto. A fonte do poder de tributação não é a Décima Sexta Emenda; é o Artigo I, Seção 8, da Constituição.
O Tribunal de Recursos dos Estados Unidos para o Terceiro Circuito concordou com o Tribunal Tributário, declarando:
Não foi necessária uma emenda constitucional para dar aos Estados Unidos o direito de impor um imposto de renda. Pollock v. Farmers' Loan & Trust Co. (1895) apenas sustentou que um imposto sobre a renda derivada de propriedade real ou pessoal estava tão próximo de um imposto sobre essa propriedade que não poderia ser imposto sem rateio. A Décima Sexta Emenda removeu essa barreira. De fato, a exigência de rateio é estritamente limitada a impostos sobre propriedade real e pessoal e impostos de capitação.
Não é necessário para sustentar a validade do imposto imposto imposto pelos Estados Unidos que o próprio imposto tenha um rótulo preciso. De fato, o imposto sobre a destilação de bebidas alcoólicas, imposto muito cedo pela autoridade federal, agora é e tem sido lido em termos de um imposto sobre as próprias bebidas alcoólicas, mas a validade dessa imposição tem sido mantida por muitos anos.

Pode-se muito bem argumentar que o imposto envolvido aqui [um imposto de renda] é um "imposto sobre consumo" baseado no recebimento de dinheiro pelo contribuinte. Certamente não é um imposto sobre a propriedade e certamente não é um imposto de capitação; portanto, não precisa ser rateado. Entretanto, não achamos proveitoso tornar o rótulo tão preciso quanto o exigido pela Lei de Alimentos e Medicamentos. O Congresso tem o poder de impor impostos em geral e, se a imposição específica não entrar em conflito com nenhuma restrição constitucional, então o imposto é legal, chame-o como quiser.

### CasoMurphy
Em 22 de dezembro de 2006, um painel de três juízes do Tribunal de Apelações dos Estados Unidos para o Circuito do Distrito de Colúmbia anulou sua decisão unânime em Murphy v. IRS. Em uma questão não relacionada, o tribunal também havia concedido a moção do governo para rejeitar o processo de Murphy contra a Receita Federal. De acordo com a imunidade soberana federal, um contribuinte pode processar o governo federal, mas não um órgão, dirigente ou funcionário do governo (com algumas exceções). A Corte decidiu:
Na medida em que o Congresso renunciou à imunidade soberana com relação a ações de restituição de impostos nos termos do 28 U.S.C. § 1346, essa disposição contempla especificamente apenas ações contra os "Estados Unidos". Portanto, consideramos que a RF, diferentemente dos Estados Unidos, não pode ser processado eo nomine neste caso.
Uma exceção à imunidade soberana federal está no Tribunal Tributário dos Estados Unidos, no qual um contribuinte pode processar o Comissário da Receita Federal. O painel de três juízes concordou então em reler o caso. Em sua decisão original, a Suprema Corte decidiu que o § 104 do 26 U.S.C. era inconstitucional de acordo com a Décima Sexta Emenda, na medida em que o estatuto pretendia tributar, como renda, uma recuperação por um dano pessoal não físico por angústia mental e perda de reputação não recebida em lugar de renda tributável, como salários ou ganhos perdidos.
Em 3 de julho de 2007, a Corte decidiu que a indenização do contribuinte foi recebida por conta de uma lesão ou doença não física; que a renda bruta, de acordo com a seção 61 do Código da Receita Federal, inclui indenizações compensatórias por lesões não físicas, mesmo que a indenização não seja um "acesso à riqueza"; que o imposto de renda imposto sobre uma indenização por lesões não físicas é um imposto indireto, independentemente de a recuperação ser uma restauração do "capital humano" e, portanto, o imposto não viola a exigência constitucional do Artigo I, Seção 9, Cláusula 4, de que as capitações ou outros impostos diretos devem ser distribuídos entre os estados apenas proporcionalmente à população; que o imposto de renda imposto sobre uma indenização por lesões não físicas não viola a exigência constitucional do Artigo I, Seção 8, Cláusula 1, de que todas as taxas, impostos e impostos sejam uniformes em todos os Estados Unidos; e que, de acordo com a doutrina da imunidade soberana, a Receita Federal não pode ser processado em seu próprio nome.
A Corte declarou que "[a]pesar de o 'Congresso não poder fazer de uma coisa renda que não o seja de fato', ... ele pode rotular uma coisa como renda e tributá-la, desde que aja dentro de sua autoridade constitucional, que inclui não apenas a Décima Sexta Emenda, mas também o Artigo I, Seções 8 e 9". O tribunal decidiu que a Sra. Murphy não tinha direito à restituição de imposto que solicitou e que a indenização por danos pessoais que ela recebeu estava "dentro do alcance do poder do Congresso de tributar de acordo com o Artigo I, Seção 8 da Constituição", mesmo que a indenização "não fosse renda no sentido da Décima Sexta Emenda". Em 21 de abril de 2008, a Suprema Corte dos EUA se recusou a revisar a decisão do Tribunal de Recursos.

## Páginas externas
- Emendas à Constituição dos Estados Unidos